# Obszar ochrony ścisłej Dołgie Małe
Obszar ochrony ścisłej „Dołgie Małe” (kaszb. Môłé Wiôldżé) – obszar ochrony ścisłej w Słowińskim Parku Narodowym, o powierzchni 6,45 ha, obejmujący Jezioro Dołgie Małe wraz z otaczającymi zbiorowiskami szuwarowymi oraz przejściowotorfowiskowymi. Jest położony na obszarze Wybrzeża Słowińskiego (gmina Smołdzino, powiat słupski, województwo pomorskie).
Jezioro Dołgie Małe o powierzchni 6,3 ha jest najmniejszym i najpłytszym jeziorem w Słowińskim Parku Narodowym. Jest ono bezodpływowym jeziorem śródleśnym, powstałym w wyniku odcięcia zatoki Jeziora Gardno w dużej mierze na skutek ruchu wydm z północy i północnego zachodu. Dno jeziora jest płaskie i muliste. Linia brzegowa o długości ok. 1 km jest słabo rozwinięta.
Wzdłuż południowego brzegu ciągnie się pas torfowiska przejściowego, w którym występują m.in. rosiczka okrągłolistna, żurawina błotna, wełnianka wąskolistna i czermień błotna.
Jezioro otoczone jest borem nadmorskim, jedynie do północnego brzegu przylega bór bagienny i ols. Las dochodzi praktycznie do brzegu jeziora, oczeret występuje jedynie w jego środkowych, najlepiej oświetlonych częściach.
W zatokach jeziora występuje żabiściek pływający, osoka aloesowata oraz grzybienie białe. Zaobserwowano także gąbkę słodkowodną.